# Алманах „Юг“
Алманах „Юг“ е издание на Съюза на българските писатели и на Дружеството на СБП в Хасково за литература, изкуство и култура. Излиза в Хасково в периода 1980 – 1991 г.

## История
Алманахът е наследник на литературния сборник „Кръгозор“, който се издава в града в периода 1973 – 1979 г. – 3 книжки годишно. Първият брой, в обем 15 печатни коли, излиза през септември 1980 г. От 1983 г. се променя периодичността му – издават се 2 броя годишно, през май и септември. Тази периодичност се запазва до края. Алманахът бързо се налага като едно от най-авторитетните литературни издания в провинцията. Издаването му е прекратено по финансови причини през 1991 г.

## Редакционна колегия
Главен редактор: Иван Николов. Членове на редакционната колегия са били Антон Антонов-Тонич, Младен Исаев, Антон Михайлов.
В различни периоди като редактори в изданието са работили Петър Василев, Кръстьо Кръстев, Вълчо Михайлов, Ивайло Балабанов, Червенко Крумов.